# 內爾海鯰
內爾海鯰（学名：Plicofollis nella）是輻鰭魚綱鯰形目海鯰科的其中一種。

## 分布
本魚分布於印度、西太平洋區，包括沿印度東部沿海、台灣海峽以及印尼、菲律賓及澳洲等海域。

## 深度
水深10至30公尺。

## 特徵
本魚頭部側扁，腹部圓，後半部側扁。頭上覆骨板，板上具顆粒突出，枕骨區骨板後端寬而圓。吻部略尖；口在吻端下方，上頜較下頜為長，頜骨具銳利齒帶，腭骨則具一對呈卵圓形的齒叢及一對長圓形齒帶；吻邊有3對鬚。體無鱗，黏液膜易落。背鰭有一銳利硬棘及6至7軟條，硬棘具有毒腺，後方具一脂鰭；左右胸鰭各具一硬棘，背、胸鰭硬棘前後緣皆具鋸齒；尾鰭深分叉形。體背呈紅褐色至藍褐色，體側灰白色而散佈許多暗色小點，腹部銀白。各鰭具暗色緣。

## 生態
屬於熱帶及亞熱帶沿岸之底棲性魚類，喜棲息於砂泥底質的地形環境，常會至河口區覓食，甚至河川下游，主要以無脊椎動物及小魚為食。夜行性，具築洞而居之習性，偶會集結成群。背、胸鰭硬棘有毒腺，是其防止其它魚類攻擊的利器。

## 經濟利用
食用魚，但肉質腥味重，可用枸杞、當歸等中藥燉煮去腥食用。